# Domen över världen går
Domen över världen går är en psalm med text skriven 1964 av Anders Frostenson. Musiken är skriven 1967 av Karl-Olof Robertson. Andra versen bygger på Kolosserbrevet 2:14 och fjärde versen bygger på Första Korintierbrevet 15:55. Texten bearbetades 1981 av Frostenson.

## Publicerad i
- Herren Lever 1977 som nummer 864 under rubriken "Kyrkans år - Passionstiden".[1]
- Den svenska psalmboken 1986 som nummer 457 under rubriken "Fastan".